# تسیم شا تسوی
تسیم شا تسوی (به لاتین: Tsim Sha Tsui) یکی از محله‌های هنگ کنگ در جمهوری خلق چین است که در بخش یائو تسیم مونگ واقع شده‌است.

## نگارخانه

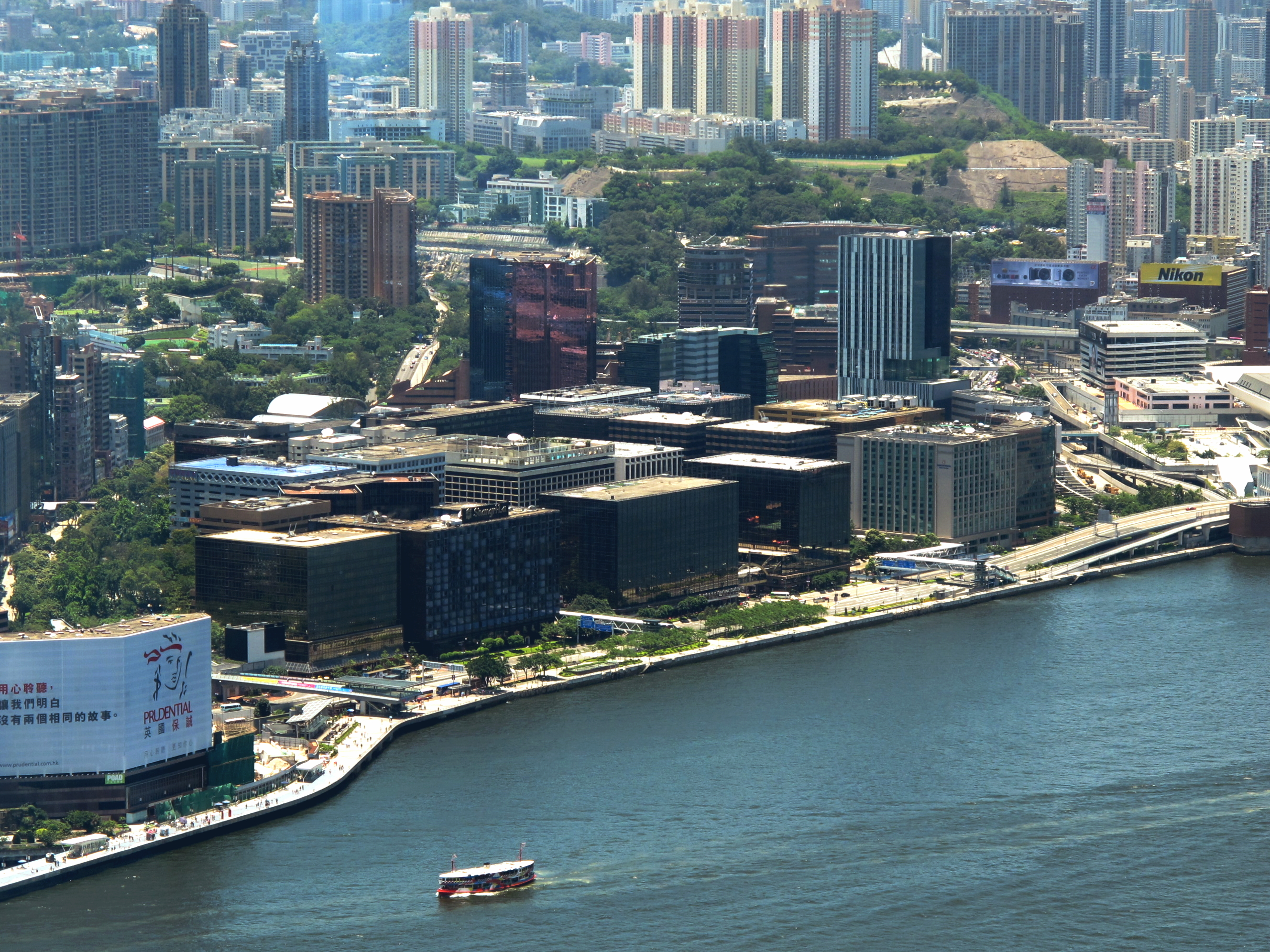
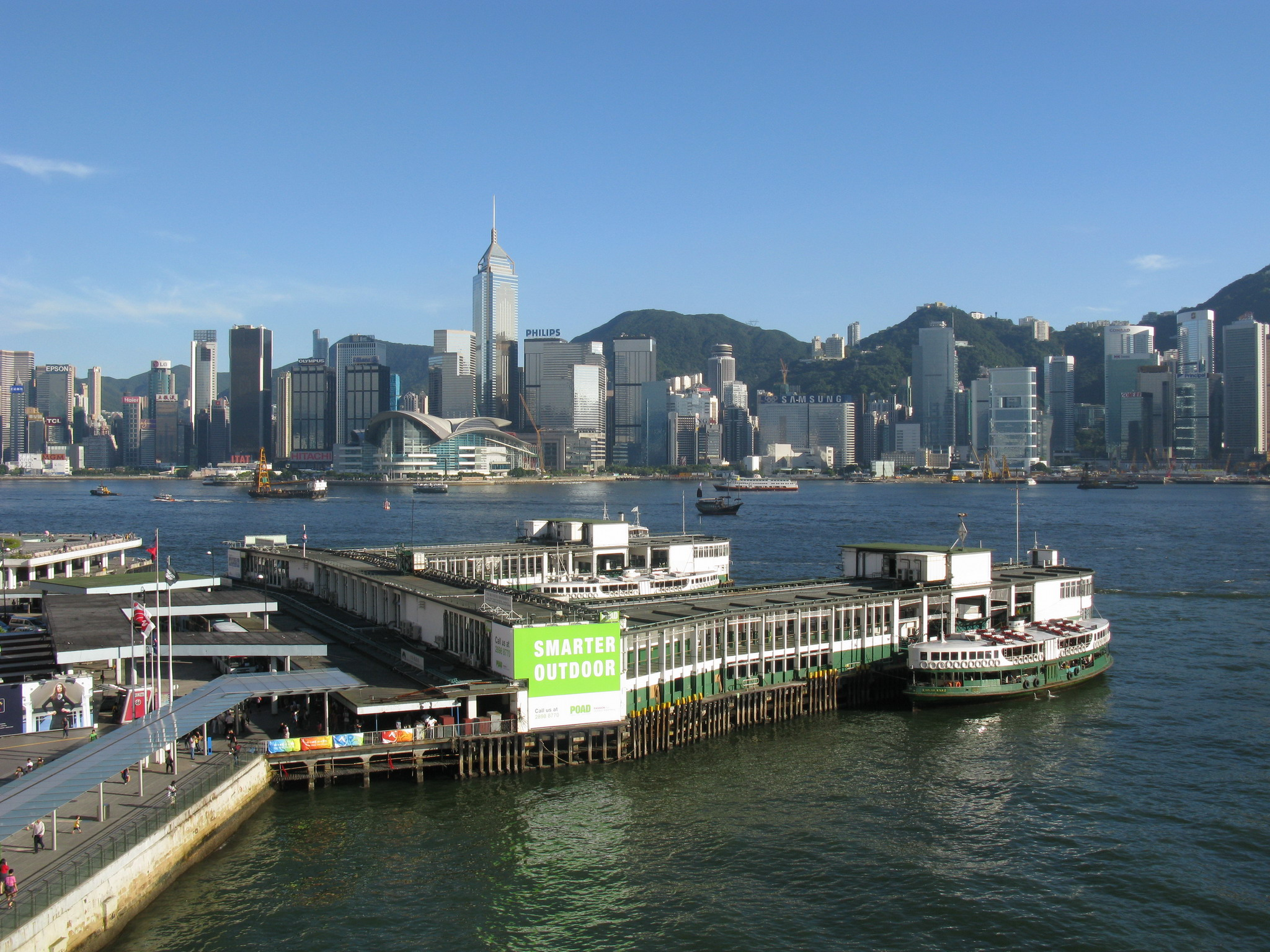
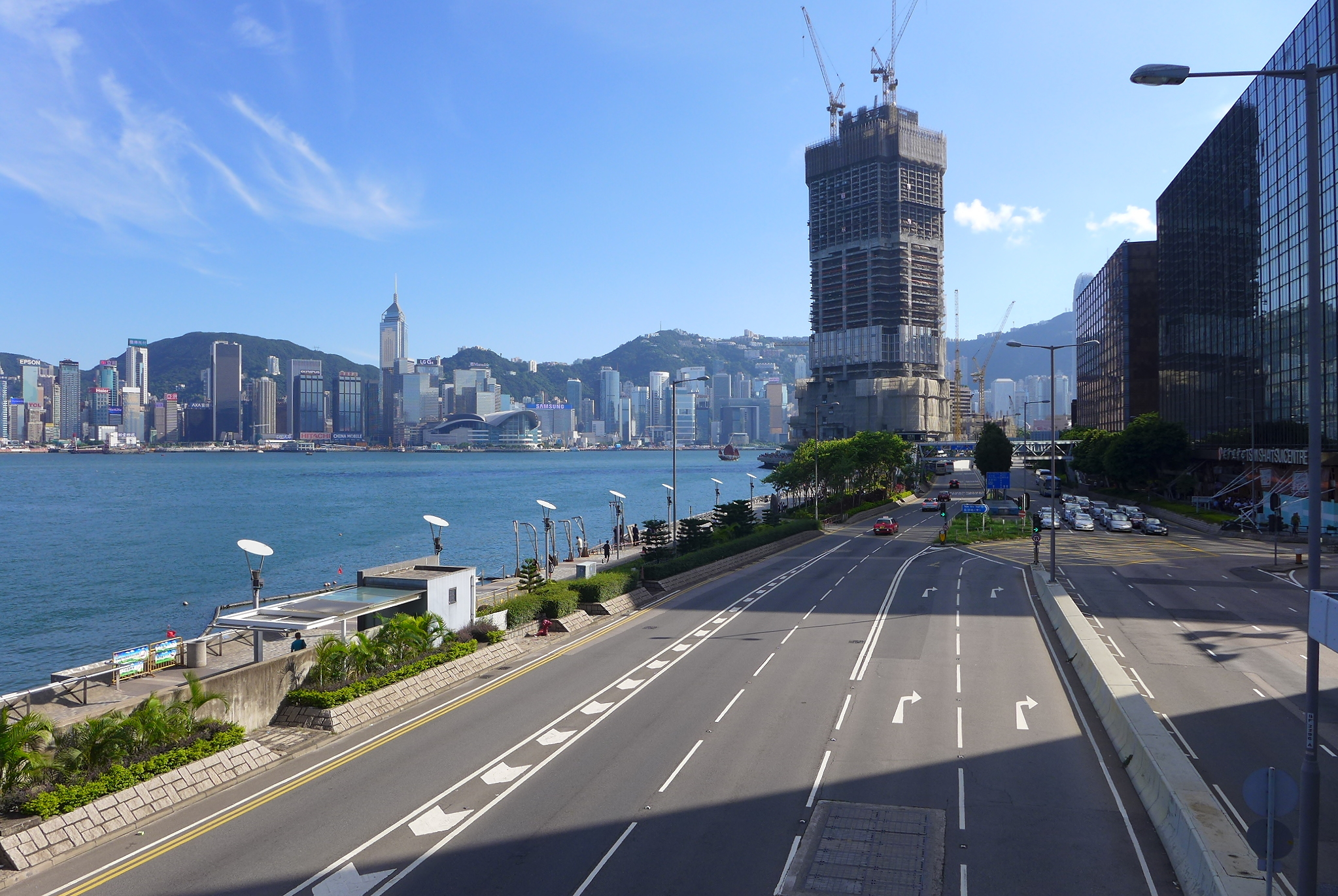
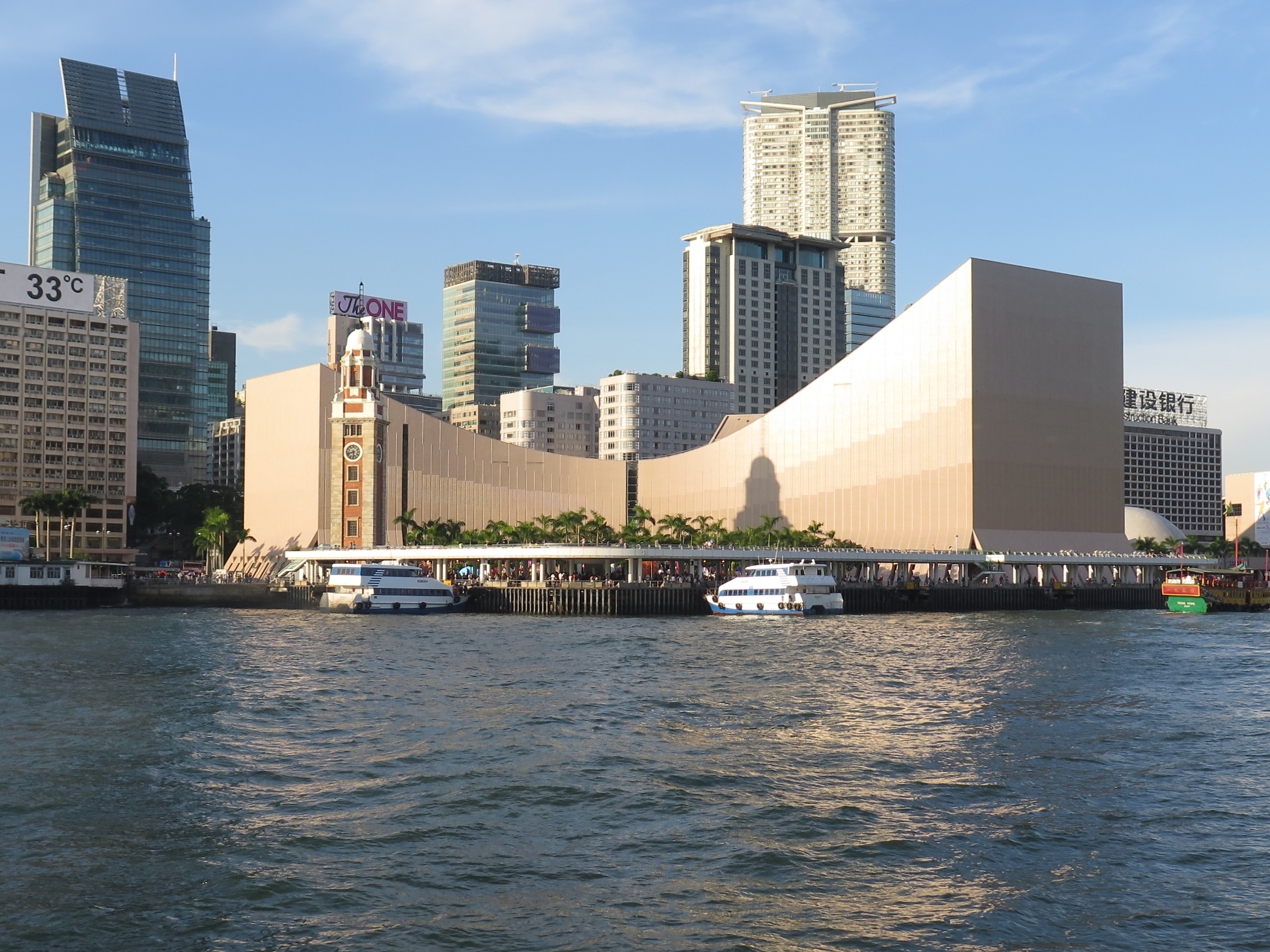
مرکز فرهنگی هنگ کنگ
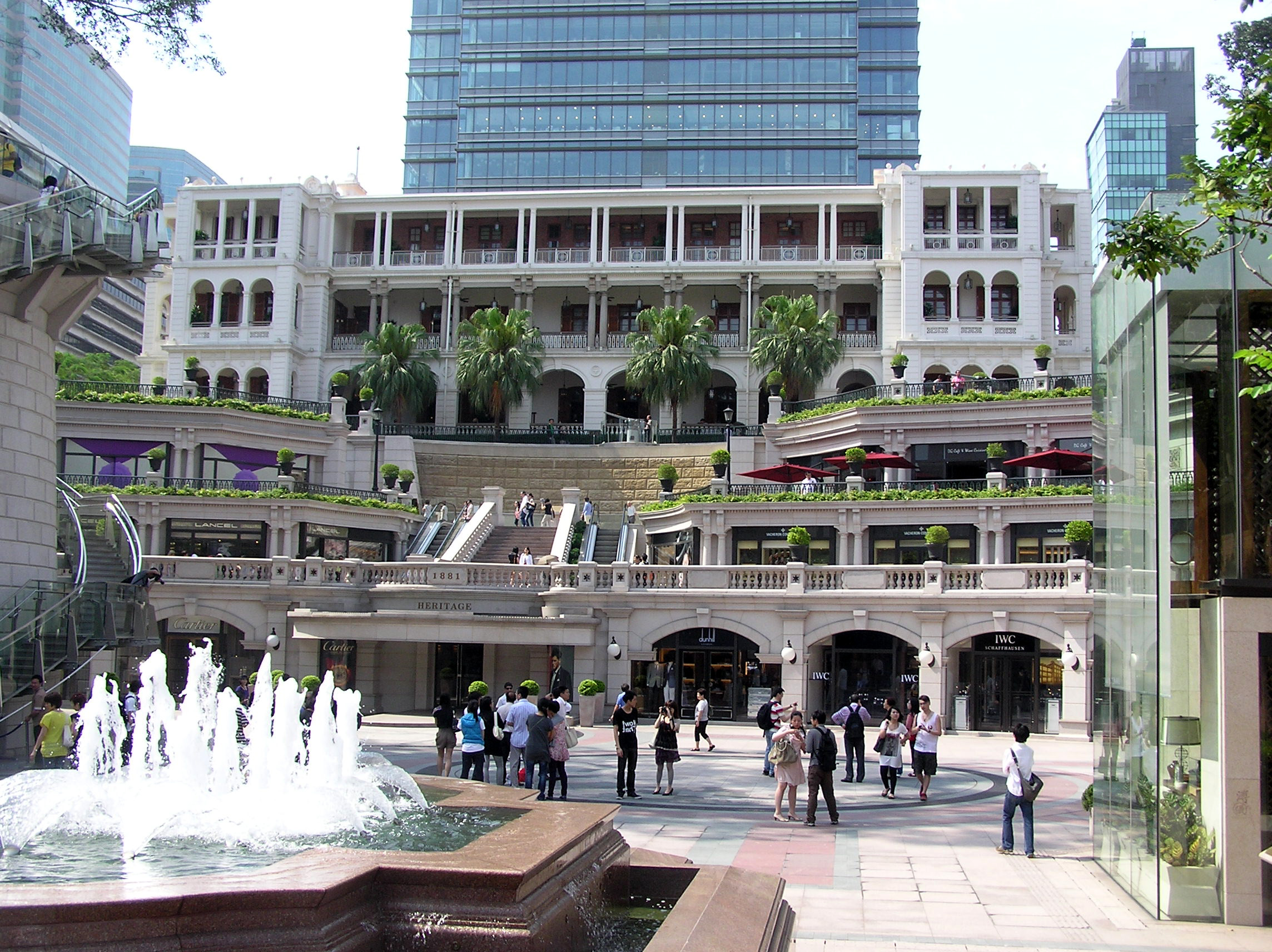
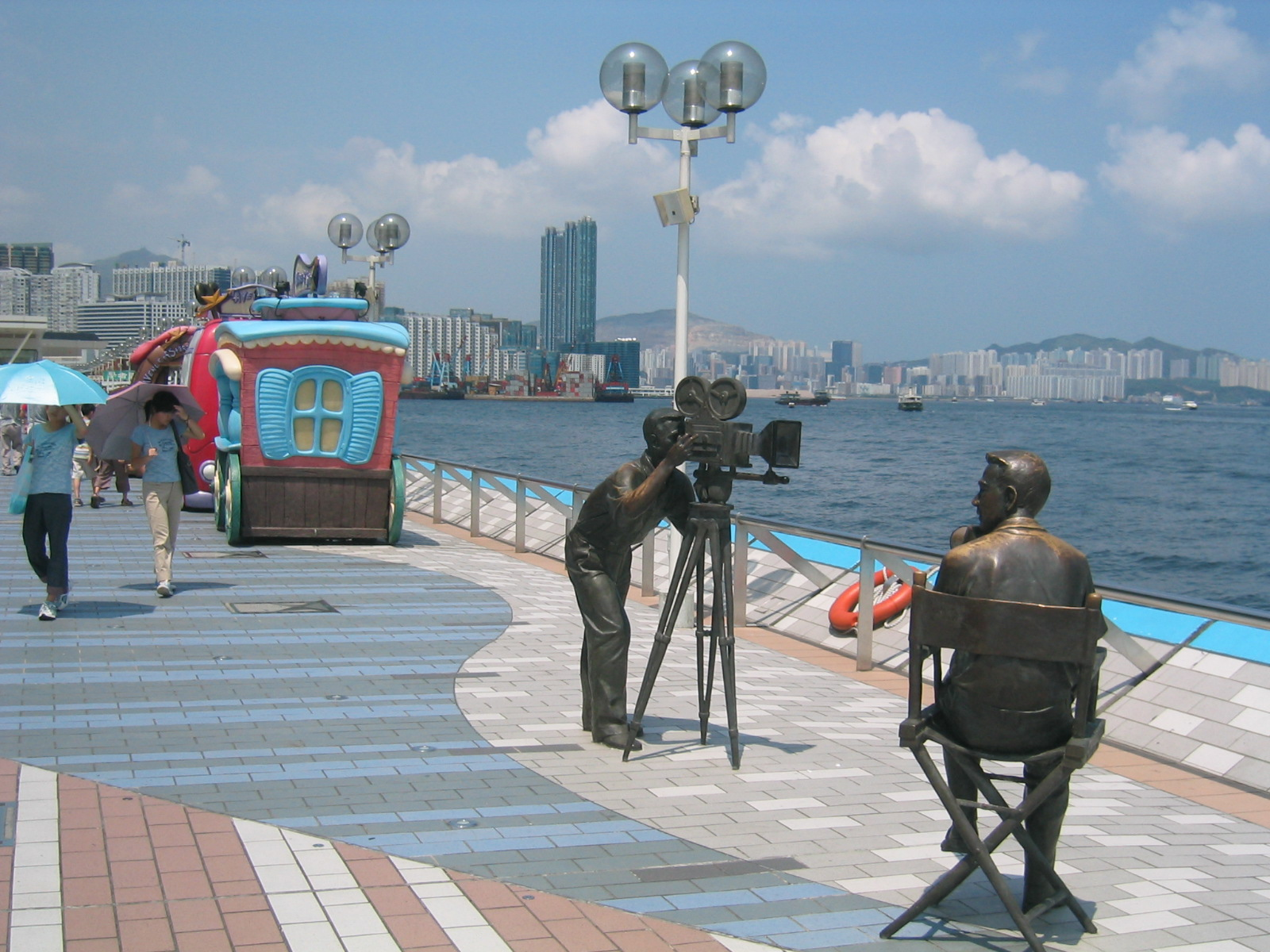
پیاده‌روی ستارگان، هنگ کنگ
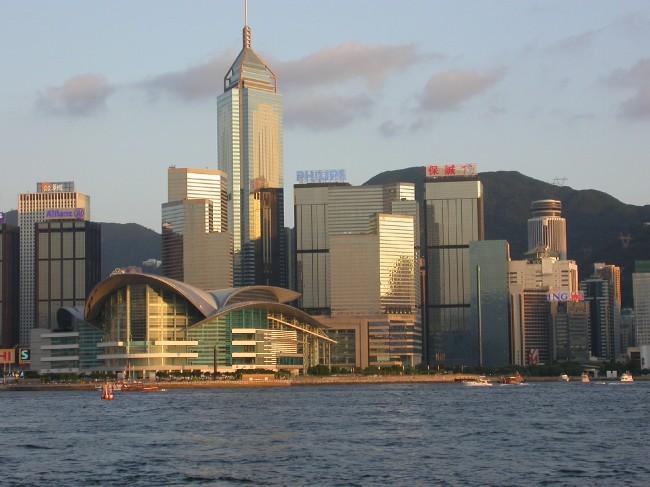
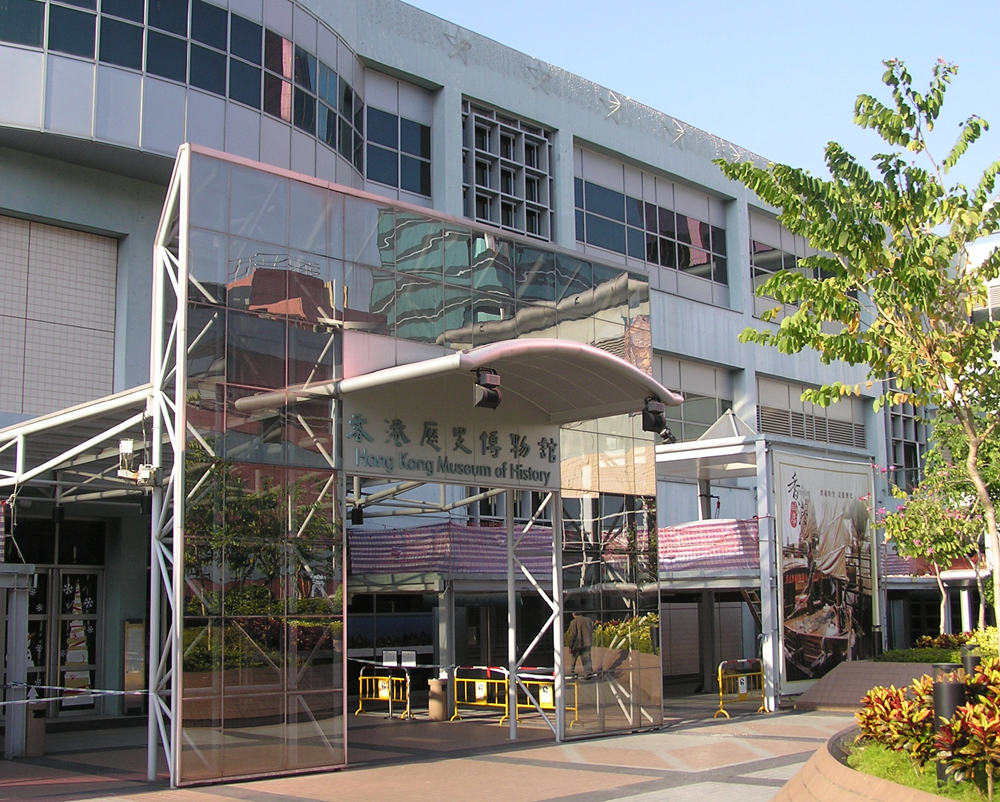
موزه تاریخ هنگ کنگ
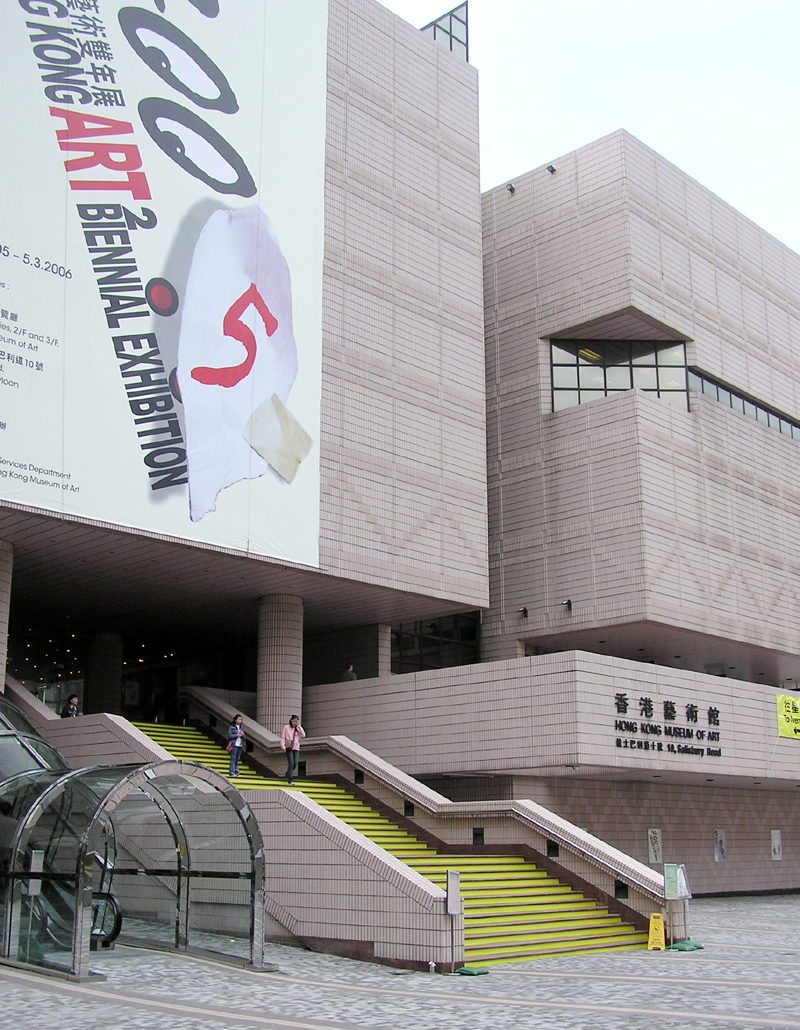
موزه هنر هنگ کنگ